# Kodeks 0114
Kodeks 0114 (Gregory-Aland no. 0114) ε 53 (Soden) – grecko-koptyjski kodeks uncjalny Nowego Testamentu na pergaminie, paleograficznie datowany na IX wiek. Rękopis przechowywany jest we Francuskiej Bibliotece Narodowej (Copt. 129,10, fol. 198) w Paryżu.

## Opis
Do dziś zachowała się tylko jedna karta kodeksu (39 na 30 cm) z tekstem Ewangelii Jana (20,4-6.8-10). Tekst pisany jest dwoma kolumnami na stronę, 32 linijki w kolumnie.

## Tekst
Tekst kodeksu reprezentuje aleksandryjską tradycję tekstualną. Kurt Aland zaklasyfikował go do kategorii II.

## Historia
Pierwszy opis kodeksu sporządził E. Amélineau w 1895 roku.
Aland datował kodeks na VIII wiek. Obecnie INTF datuje kodeks na IX wiek.
Początkowo sklasyfikowany został jako majuskułowy rękopis Nowego Testamentu. W opinii współczesnych biblistów jest to lekcjonarz i na liście lekcjonarzy Nowego Testamentu umieszczony został pod pozycją ℓ 965.
Gregory w 1908 roku dał mu siglum 0114.